# 단조 수렴 정리 (미적분학)
실해석학에서, 단조 수렴 정리(單調收斂定理, 영어: monotone convergence theorem)는 실수 항의 단조 유계 수열이 항상 수렴한다는 정리이다.

## 정의
실수 수열 {\displaystyle (a_{n})_{n=0}^{\infty }}이 주어졌다고 하자. 단조 수렴 정리에 따르면, 만약 {\displaystyle (a_{n})_{n=0}^{\infty }}가 증가 수열이라면 ({\displaystyle a_{0}\leq a_{1}\leq a_{2}\leq \cdots }), 다음이 성립한다.
{\displaystyle \lim _{n\to \infty }a_{n}=\sup _{n\geq 0}a_{n}\in (-\infty ,\infty ]}
마찬가지로, 만약 {\displaystyle (a_{n})_{n=0}^{\infty }}가 감소 수열이라면 ({\displaystyle a_{0}\geq a_{1}\geq a_{2}\geq \cdots }), 다음이 성립한다.
{\displaystyle \lim _{n\to \infty }a_{n}=\inf _{n\geq 0}a_{n}\in [-\infty ,\infty )}
여기서 {\displaystyle \sup ,\inf }는 각각 상한과 하한을 나타낸다.
이에 따라, 임의의 실수 단조 수열 {\displaystyle (a_{n})_{n=0}^{\infty }}에 대하여, 다음 두 조건이 서로 동치이다.
- {\displaystyle (a_{n})_{n=0}^{\infty }}은 ({\displaystyle \mathbb {R} }에서) 수렴한다.
- {\displaystyle (a_{n})_{n=0}^{\infty }}는 유계 수열이다.

증명:
임의의 실수 증가 수열 {\displaystyle (a_{n})_{n=0}^{\infty }}에 대하여, 그 상한을
{\displaystyle L=\sup _{n\geq 0}a_{n}\in (-\infty ,\infty ]}
이라고 하자.
만약 {\displaystyle (a_{n})_{n=0}^{\infty }}이 유계 수열이라면, {\displaystyle L<\infty }이다. {\displaystyle L}의 정의에 따라, 임의의 {\displaystyle \epsilon >0}에 대하여,
{\displaystyle a_{N}>L-\epsilon }
인 {\displaystyle N\geq 0}이 존재한다. 따라서, 임의의 {\displaystyle n\geq N}에 대하여,
{\displaystyle L-\epsilon <a_{N}\leq a_{n}\leq L<L+\epsilon }
이다. 즉,
{\displaystyle \lim _{n\to \infty }a_{n}=L}
이 성립한다.
만약 {\displaystyle (a_{n})_{n=0}^{\infty }}이 무계 수열이라면, {\displaystyle L=\infty }이다. 임의의 {\displaystyle M>0}에 대하여,
{\displaystyle a_{N}>M}
인 {\displaystyle N\geq 0}이 존재하며, 임의의 {\displaystyle n\geq N}에 대하여
{\displaystyle a_{n}\geq a_{N}>M}
이다. 즉,
{\displaystyle \lim _{n\to \infty }a_{n}=\infty }
이 성립한다.

## 예
확장된 실수
{\displaystyle {\sqrt {2+{\sqrt {2+{\sqrt {2+\cdots }}}}}}}
를 단조 수렴 정리를 사용하여 구해보자. 우선 이는 다음과 같은 실수 수열 {\displaystyle (a_{n})_{n=1}^{\infty }}의 극한이다.
{\displaystyle a_{1}={\sqrt {2}}}
{\displaystyle a_{n+1}={\sqrt {2+a_{n}}}\qquad (n\geq 1)}
수학적 귀납법을 통해 {\displaystyle (a_{n})_{n\in \mathbb {N} }}이 증가 수열임을 다음과 같이 보일 수 있다.
{\displaystyle a_{2}={\sqrt {2+{\sqrt {2}}}}>{\sqrt {2}}=a_{1}}
{\displaystyle a_{n+1}>a_{n}\implies a_{n+2}={\sqrt {2+a_{n+1}}}>{\sqrt {2+a_{n}}}=a_{n+1}\qquad (n\geq 1)}
또한 {\displaystyle (a_{n})_{n\in \mathbb {N} }}은 다음에 따라 {\displaystyle {\sqrt {2}}+1}을 상계로 가지므로, 유계 수열이다.
{\displaystyle a_{1}={\sqrt {2}}<{\sqrt {2}}+1}
{\displaystyle a_{n}<{\sqrt {2}}+1\implies a_{n+1}={\sqrt {2+a_{n}}}<{\sqrt {2+{\sqrt {2}}+1}}<{\sqrt {2+2{\sqrt {2}}+1}}={\sqrt {2}}+1\qquad (n\geq 1)}
단조 수렴 정리에 따라, {\displaystyle (a_{n})_{n\in \mathbb {N} }}은 수렴한다. 이제
{\displaystyle \lim _{n\to \infty }a_{n}=L}
이라고 하고 등식
{\displaystyle a_{n+1}^{2}=2+a_{n}\qquad (n\geq 1)}
의 양변에 극한을 취하면
{\displaystyle L^{2}=2+L}
을 얻으며, 이를 풀면 {\displaystyle L=-1}이거나 {\displaystyle L=2}임을 얻는다. 또한 {\displaystyle L\geq a_{1}>0}이므로,
{\displaystyle {\sqrt {2+{\sqrt {2+{\sqrt {2+\cdots }}}}}}=L=2}
이다.

## 일반화
실수 수열 {\displaystyle (a_{n})_{n=0}^{\infty }}이 주어졌고, 다음 조건들을 만족시키는 양의 정수 {\displaystyle k>0} 및 연속 함수 {\displaystyle f\colon \mathbb {R} ^{k}\to \mathbb {R} }이 존재한다고 하자.
- 임의의 {\displaystyle 1\leq i\leq k} 및 {\displaystyle x_{1},\dots ,x_{i},x_{i}',\dots ,x_{k},\in \mathbb {R} }에 대하여, 만약 {\displaystyle x_{i}<x_{i}'}이라면 {\displaystyle f(x_{1},\dots ,x_{i},\dots ,x_{k})<f(x_{1},\dots ,x_{i}',\dots ,x_{k})}이다.
- 임의의 {\displaystyle x\in \mathbb {R} }에 대하여, {\displaystyle f(x,\dots ,x)=x}
- 임의의 {\displaystyle n\geq k}에 대하여, {\displaystyle f(a_{n-1},a_{n-2},\dots ,a_{n-k})\leq a_{n}}

그렇다면,
{\displaystyle \lim _{n\to \infty }a_{n}=\sup _{n\geq 0}\min\{a_{n-1},a_{n-2},\dots ,a_{n-k}\}\in (-\infty ,\infty ]}
이다. 또한, {\displaystyle (a_{n})_{n=0}^{\infty }}이 수렴할 필요 충분 조건은 유계 수열이다.